# L'Usage de la parole
L'Usage de la parole est un tableau réalisé par le peintre belge René Magritte en 1927-1929. Cette huile sur toile surréaliste représente devant un mur de briques une forme blanchâtre où sont écrits les mots « canon », « arbre » et « corps de femme ». Partie des collections des musées royaux des Beaux-Arts de Belgique, elle est conservée au musée Magritte, à Bruxelles.